# Drinska regata
Drinska regata je manifestacija koja se održava u drugoj suboti u srpnju svake godine. 
Manifestacija se prvi put održala 2002. godine, a osnivač je bio Udruženje "Drinska regata" iz Ljubovije. Predsjednik ovog udruženja je Zoran Vojinović, pomorski kapetan i organizator ove manifestacije. 
Regata se održava na ruti Rogačica -  Gornja Trešnjica - Ljubovija. Od 2002. do 2006. godine, ovaj događaj postaje veoma popularan, kao i razvoj rekreativno plovnog turizma na rijeci Drini. 
Godine 2006. je na ovoj manifestaciji bilo 1080 plovila i preko 10000 ljudi na vodi. Posljednje dvije godine promotor Drinske regate je Sportski direktor Vaterpolo saveza Srbije Nenad Manojlović.

## Slično
- Bajinobaštanska regata

## Vanjske poveznice
- www.drinskaregata.org.yu - službena prezentacija rafting kuba "Drinska regata"